# Franziska Scheffler (Chemikerin)
Franziska Scheffler, geborene Wegmann (* 1964 in Elgersburg) ist eine deutsche Chemikerin. Sie beschäftigt sich mit dem Gebiet der Zeolithe für Anwendungen im Energie- und Umweltbereich.

## Leben
Franziska Wegmann wurde 1964 als fünftes Kind und einziges Mädchen einer Elgersburger Familie geboren. Das Abitur legte sie in einer Spezialklasse für Chemie 1983 in Merseburg ab, die sie gemeinsam mit ihrem späteren Mann, Michael Scheffler, besuchte. 1984 wurde ihr erster Sohn geboren, dem 1994 und 1997 zwei weitere Söhne folgten. Im Jahr 1993 beendete sie ein Studium der Chemie an der Technischen Hochschule Leuna-Merseburg, dem sich ein Forschungsstudium anschloss. Danach begann Franziska Scheffler eine Tätigkeit als wissenschaftliche Mitarbeiterin an der Martin-Luther-Universität in Halle und der Friedrich-Alexander-Universität Erlangen-Nürnberg. Von 2003 bis 2005 zog die Familie mit zwei der drei Kinder nach Vancouver, wo Frau Scheffler mit einem Feodor-Lynen-Stipendium der Alexander-von-Humboldt-Stiftung an der University of British Columbia arbeitete. Im Anschluss daran war sie als wissenschaftliche Mitarbeiterin, Gruppenleiterin und Abteilungsleiterin am Bayerischen Zentrum für Angewandte Energieforschung tätig, bevor sie 2008 den Lehrstuhl für Technische Chemie an der Otto-von-Guericke-Universität Magdeburg übernahm. Im Jahr 2009 übernahm sie die Institutsleitung und wurde 2012 Prorektorin für Studium und Lehre.

## Forschungsfelder
Schwerpunkte der Arbeit von Franziska Scheffler sind die Entwicklung neuer Materialien für die Energiespeicherung sowie deren praktische Anwendung im Themenfeld der erneuerbaren Energien und im Umweltbereich. Hierzu gehören:
- Katalysatorentwicklung, -charakterisierung und -testung,
- Wärmespeichermaterialien[7]
- Verarbeitung thermoelektrischer Materialien

- Stickstofftieftemperaturadsorption
- Festkörper-NMR
- Thermische Analyse

## Publikationen (Auswahl)
- A. Zampieri, P. Colombo, G. T. P. Mabande, T. Selvam, W. Schwieger, F. Scheffler: Zeolite Coatings on Microcellular Ceramic Foams: A Novel Route to Microreactor and Microseparator Devices. In: Advanced Materials. Band 16, Nr. 9–10, 17. Mai 2004, ISSN 1521-4095, S. 819–823, doi:10.1002/adma.200306304.
- A. Zampieri, H. Sieber, T. Selvam, G. T. P. Mabande, W. Schwieger, F. Scheffler, M. Scheffler, P. Greil: Biomorphic Cellular SiSiC/Zeolite Ceramic Composites: From Rattan Palm to Bioinspired Structured Monoliths for Catalysis and Sorption. In: Advanced Materials. Band 17, Nr. 3, 10. Februar 2005, ISSN 1521-4095, S. 344–349, doi:10.1002/adma.200400672.
- Kristin Schumann, Baldur Unger, Alfons Brandt, Franziska Scheffler: Investigation on the pore structure of binderless zeolite 13× shapes. In: Microporous and Mesoporous Materials (= Special Issue: Characterisation of Porous Solids IX). Band 154, 15. Mai 2012, S. 119–123, doi:10.1016/j.micromeso.2011.07.015.
- Carolin Bauer, Franziska Scheffler, Michael Schwidder: Direct Crystallization of Silicoaluminophosphates onto the Surface of Open-Celled SiC Foam. In: Advanced Engineering Materials. Band 17, Nr. 5, 1. Mai 2015, ISSN 1527-2648, S. 656–662, doi:10.1002/adem.201400278.
- Ulf Betke, Steven Proemmel, Jakob G. Eggebrecht, Stefan Rannabauer, Alexandra Lieb, Michael Scheffler, Franziska Scheffler: Micro-Macroporous Composite Materials: SiC Ceramic Foams Functionalized With the Metal Organic Framework HKUST-1. In: Chemie Ingenieur Technik. Band 88, Nr. 3, 1. März 2016, ISSN 1522-2640, S. 264–273, doi:10.1002/cite.201500141.